# Eugene Butler
Eugene Butler (* 11. Juni 1894 in Starkville, Mississippi; † 5. Juni 1995 in Dallas, Texas) war ein US-amerikanischer Herausgeber und Verleger.

## Leben

### Familie und Ausbildung
Eugene Butler, Sohn des aus Sterling in der kanadischen Provinz Ontario stammenden ersten Professors of Zoology and Veterinarian Science am Mississippi A&M College und Editors des Progressive Farmer Magazine Dr. Tait Butler (1862–1939) und dessen Ehefrau Dell Bell (1871–1964), graduierte 1913 zum Bachelor of Science am 1958 in Mississippi State University umbenannten Mississippi A&M College. Im Anschluss sammelte Butler vier Jahre praktische Erfahrung als Landarbeiter, parallel dazu erwarb er 1915 den Grad eines Bachelor of Science in Agriculture an der Cornell University, 1917 jenen eines Master of Science in Agronomy an der Iowa State University.
Eugene Butler heiratete am 11. Juni 1921 Mary Britt Burns (1897–1981). Dieser Verbindung entstammte der ebenfalls in führenden Positionen für die Progressive Farmer Company tätige Sohn Eugene Britt und die Tochter Mary Jean. Er starb im Juni 1995 wenige Tage vor Vollendung seines 101. Lebensjahres in Dallas.

### Beruflicher Werdegang
Eugene Butler stieg nach Abschluss seiner Berufsausbildung in die Progressive Farmer Company ein, nämlich als Assistant Editor seines Vaters an der Produktionsstätte des Progressive Farmer Magazine in Memphis im Bundesstaat Tennessee. 1922 übersiedelte Butler nach Dallas, dort wurde er zum Editor der Progressive Farmer Texas Edition bestellt. In dieser Funktion startete Eugene Butler Kampagnen für eine flächendeckende ländliche Gesundheitsversorgung, Wasser- und Bodenschutz, eine verbesserte Gesetzgebung für die in der Landwirtschaft Beschäftigten und eine gesetzliche Verordnung der Kennzeichnung von Düngemitteln, mit dem Ziel sie einer chemischen Analyse unterziehen zu können.
1939 erfolgte Butlers Aufnahme in das Progressive Farmer Executive Committee, 1943 wurde er zum Vice-President des Board of Directors, 1953 zum President der Company befördert. 1959 wurde er zum Editor-in-chief ernannt, 1964 wurde er zum Chairman of the Board gewählt. Nach der Umbenennung der Company in Southern Progress Corporation im Jahre 1968 hielt er die Positionen des Editor-in-chief sowie des Chairman of the Board bei. 1983 wurde das Unternehmen an die Time Inc. verkauft, dort verblieb Eugene Butler bis zu seinem Abschied in den Ruhestand 1985 als Editor-in-chief.
Der sich im Besonderen für die Anliegen der ländlichen Bevölkerung engagierende Butler zählte zu den Gründungsmitgliedern der Texas Agricultural Workers Association, der er zwischen 1941 und 1942 als Präsident vorstand, sowie des Dallas Agricultural Club, diesen präsidierte er 1935. Weitere Mitgliedschaften hielt er in der Texas Forestry Association, der Sons of Confederate Veterans, Inc., der Phi Kappa Phi, der Alpha Zeta sowie der Sigma Delta Chi inne. Der vielfach Ausgezeichnete wurde im Jahre 2000 in die Texas Heritage Hall of Honor aufgenommen.